# Arquipélago do Bailique
O Arquipélago do Bailique é um conjunto de oito ilhas no leste do estado brasileiro do Amapá. O arquipélago é formado pelas ilhas de Bailique, Brigue, Curuá, Faustino, Franco, Igarapé do Meio, Marinheiro e Parazinho, as quais distam cerca de 160 a 180 quilômetros de Macapá, capital do estado. O acesso é feito somente por via fluvial pelo rio Amazonas.
São cerca de quarenta comunidades habitando o arquipélago, o que soma mais de sete mil habitantes. Em novembro de 2011, o maior navio de guerra da Marinha brasileira na Amazônia, com 600 toneladas e capacidade para 200 pessoas, fez atendimento básico de saúde para esses moradores. O navio havia zarpado de Belém do Pará com 150 militares do Exército a bordo para uma operação no município de Oiapoque, fronteira do Brasil com a Guiana Francesa.
Vila Progresso é a maior e mais estruturada das comunidades do arquipélago.